# Haploclastus cervinus
Espèce
Haploclastus cervinus est une espèce d'araignées mygalomorphes de la famille des Theraphosidae.

## Distribution
Cette espèce est endémique du Tamil Nadu en Inde,. Elle se rencontre vers Kodaikanal.

## Description
La carapace de la femelle subadulte holotype mesure 15 mm de long sur 11 mm et l'abdomen 15 mm de long.

## Systématique et taxinomie
Cette espèce a été décrite par Simon en 1892.

## Publication originale
- Simon, 1892 : Histoire naturelle des araignées. Paris, vol. 1, p. 1-256 (texte intégral).